# Загоруй Денис Сергійович
Дени́с Сергі́йович Загору́й — старший лейтенант Патрульної служби поліції особливого призначення України, учасник російсько-української війни, що відзначився під час російського вторгнення в Україну. Герой України (2024).

## Життєпис
Служить у Батальйоні патрульної служби особливого призначення «Вінниця».
Учасник АТО та операції Об'єднаних сил на сході України.
Після початку російського вторгнення в Україну у 2022 році виконував бойові завдання на різних ділянках фронту. Завдяки його мужності та професіоналізму знищено значну кількість окупантів і ворожої техніки.

## Нагороди
- Звання Герой України з врученням ордена «Золота Зірка» (21 червня 2024) — за особисту мужність і героїзм, виявлені у захисті державного суверенітету та територіальної цілісності України, самовіддане служіння Українському народові[2].